# Carnegie Mansion
L'Andrew Carnegie Mansion est une maison historique située au 2 East 91st Street sur la Cinquième Avenue dans l'Upper East Side de Manhattan, à New York. Andrew Carnegie a emménagé dans son manoir récemment achevé à la fin de 1902 et y a vécu jusqu'à sa mort en 1919; sa femme, Louise, a continué à y vivre jusqu'à sa mort en 1946. Le bâtiment est maintenant le Cooper-Hewitt, Smithsonian Design Museum, qui fait partie de la Smithsonian Institution. La zone environnante, qui fait partie du plus grand quartier de l'Upper East Side, s'appelle désormais Carnegie Hill. Le manoir a été désigné monument historique national en 1966 ,. 

## Histoire
Le terrain a été acheté en 1898 en secret par Carnegie, à plus d'un mile au nord de ce qui était alors la société à la mode, en partie pour garantir qu'il y ait suffisamment d'espace pour un jardin. Il a demandé à ses architectes Babb, Cook & Willard la "maison la plus modeste, la plus simple et la plus spacieuse de New York".  Cependant, c'était aussi la première résidence américaine à avoir une charpente en acier et parmi les premières à avoir un ascenseur Otis privé et un chauffage central. Sa femme Louise a vécu dans la maison jusqu'à sa mort en 1946 . 
La Carnegie Corporation a donné la maison et la propriété au Smithsonian en 1972, et l'incarnation moderne du Cooper-Hewitt Museum y a ouvert ses portes en 1976. Hardy Holzman Pfeiffer Associates a géré la rénovation du musée en 1977 . L'intérieur a été repensé par le cabinet d'architectes Polshek and Partners, dirigé par James Polshek, en 2001 . 
Le manoir a été utilisé dans le film musical Godspell de 1973 pour le numéro " Turn Back, O Man ". 

## Description
Le manoir se dresse sur 4 800 m2 de terrain à l'angle nord-est de la 5e avenue et de la 91e rue. C'est une structure de 3 étages, finie en brique et pierre. C'est stylistiquement une variation éclectique du renouveau géorgien, avec des coins en pierre de taille, des fenêtres avec de lourdes garnitures en pierre et une corniche dentelée surmontée d'une balustrade. Une pelouse herbeuse sépare la maison de la 91e rue et il y a un petit jardin sur son côté ouest. Juste à l'est du manoir proprement dit se trouve une maison de ville achetée par Carnegie peu après sa construction en 1905 comme résidence pour sa fille. Ce bâtiment fait partie du complexe actuel, bien que son intérieur ait été modernisé et converti en bureaux et en usages administratifs par le Smithsonian.

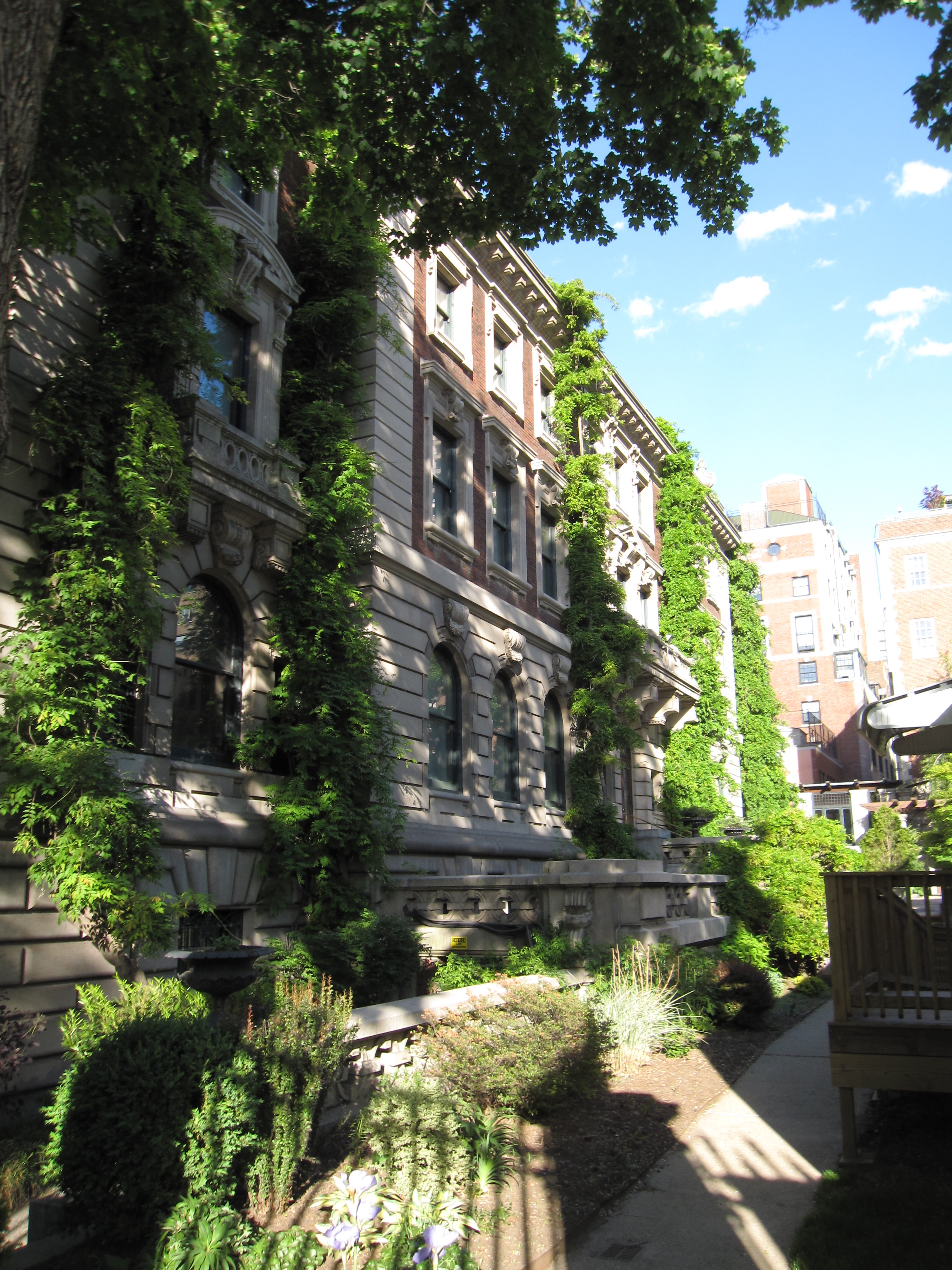
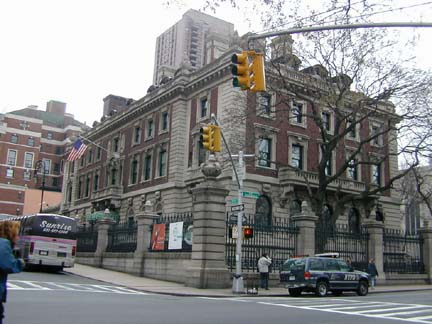
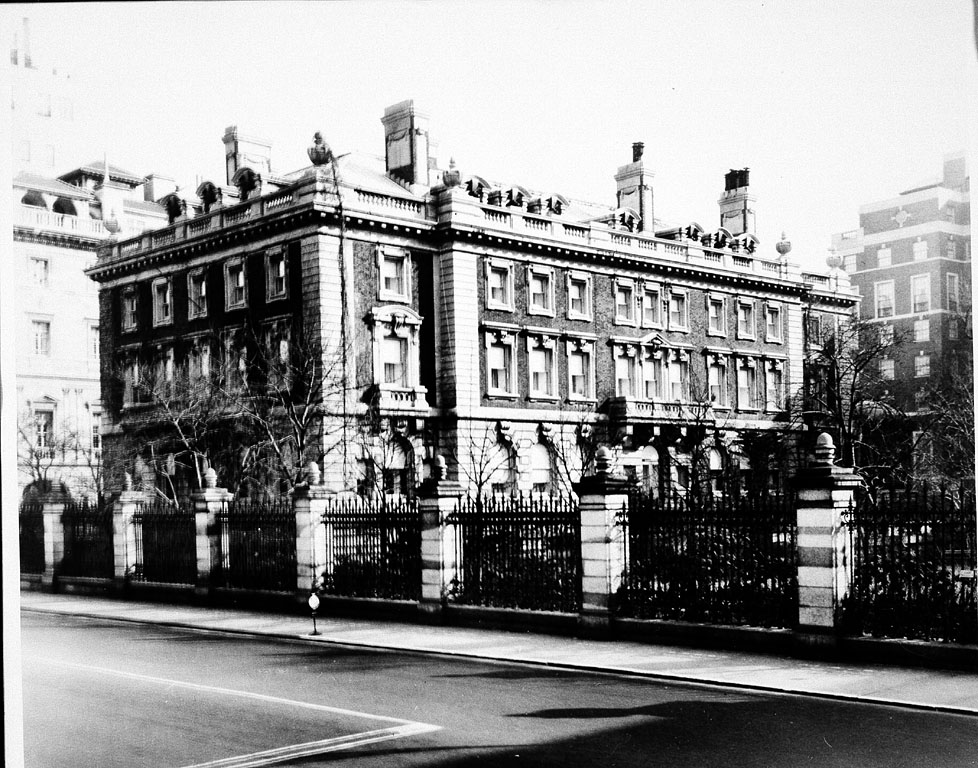

## Voir également
- Cooper-Hewitt, Smithsonian Design Museum
- Liste du Registre national des lieux historiques à Manhattan de la 59e à la 110e rue
- Liste des monuments historiques nationaux à New York